# Colmenares de Ojeda
Colmenares de Ojeda es una localidad de la provincia de Palencia (Castilla y León, España) que pertenece al municipio de Dehesa de Montejo.

## Situación
El pueblo se encuentra en el límite entre los comarcas tradicionales de la Montaña Palentina y La Ojeda, aunque administrativamente pertenece a la primera por integrarse en el municipio de Dehesa de Montejo, pueblo del que le separan 3 km. 
Históricamente, perteneció desde antiguo a la merindad de Liébana y Pernía, según consta en el Becerro de las Behetrías.
Se encuentra situado a unos 110 km de Palencia, la capital provincial, a 9 km de la localidad de Cervera de Pisuerga y a unos 35 km de Aguilar de Campoo.
Se accede a través de la carretera provincial   PP-2233  que conecta las localidades de Olmos de Ojeda y Dehesa de Montejo.

## Demografía
Evolución de la población en el siglo XXI
| Gráfica de evolución demográfica de Colmenares de Ojeda entre 2000 y 2020 |
|                                                                           |
| Población de derecho (2000-2020) según el padrón municipal del INE        |

## Geografía

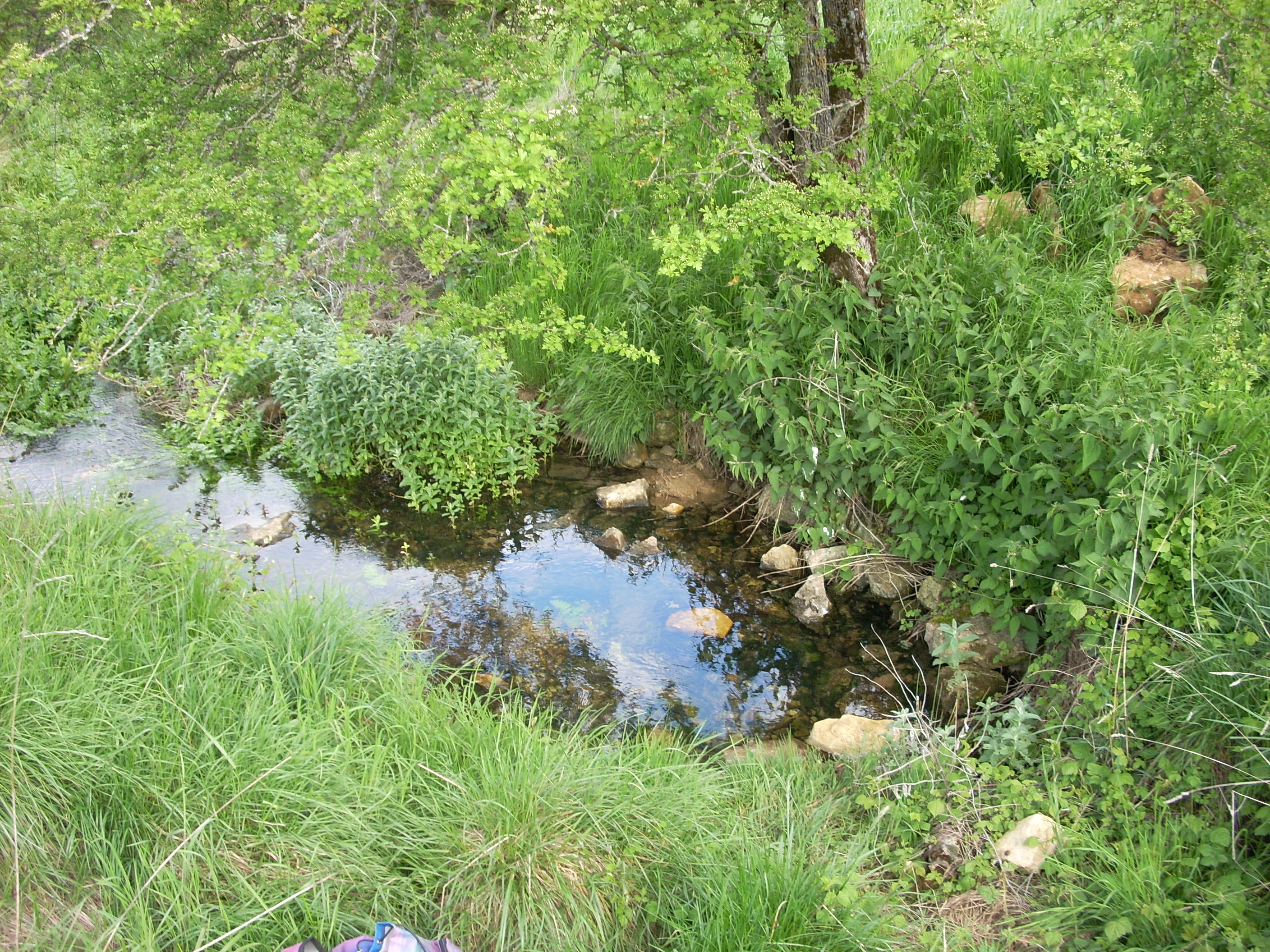
La fuente de san Millán.

La cercanía de las primeras montañas de la Cordillera Cantábrica determina la geografía del pueblo, tanto en lo referido a orografía como en cuanto a clima, hidrología e incluso otros aspectos como el tipo de asentamiento. La población se sitúa a una altitud aproximada de 1030 m s. n. m.
El terreno es en general muy accidentado. Destacan los afloramientos rocosos, las colinas y cerros, como el Alto de las Comuñeras, y la presencia cercana de grandes montañas, como la Peña Oracada o Peña de Cantoral (1632 m s. n. m.). El paisaje se caracteriza por la abundancia de bosques (de roble principalmente, pero también encina y otras especies), y por la constante presencia del agua, sea en forma de fuentes, como las de san Millán o santa Lucía, o múltiples ríos y arroyos. En un pago del pueblo nace el río Burejo, uno de los principales afluentes del Pisuerga en tierras palentinas.
El clima es de tipo templado con verano suave (oceánico o Cfb), con veranos de temperaturas moderadas y escasas lluvias, e inviernos largos y fríos en los que la presencia de la nieve y heladas es habitual.

## Historia

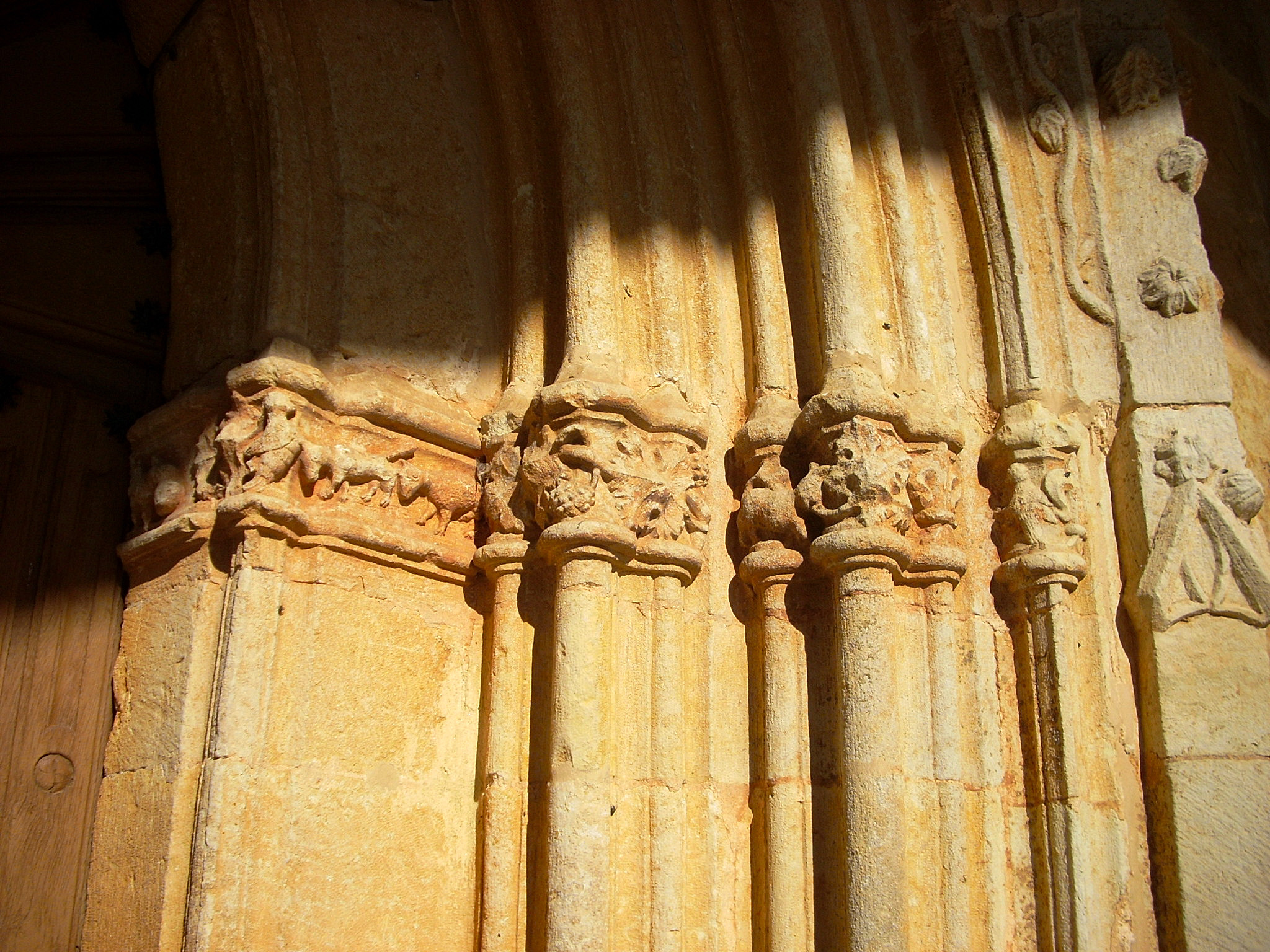
Arquivoltas y capiteles góticos de la iglesia de San Fructuoso.

### Antigüedad
La historia de Colmenares es varias veces milenaria. Hay evidencias de que los pueblos cántabros se asentaron en la zona antes de la era cristiana. Según la descripción que hace de ellos Claudio Ptolomeo, los cántabros se organizaban en varias gens o pueblos de los que los camáricos con su ciudad o capital Camárica eran uno de los situados más al sur. Hay evidencias arqueológicas que la zona en la que se sitúa Colmenares corresponde con la ubicación de la gentes camáricas, y más aún, que el yacimiento de El Otero (en uno de los cerros cercanos al pueblo) pudiera corresponderse con la antigua ciudad de Camárica, según apuntan la arqueología y la crítica histórica reciente. Este lugar tendría, pues, una importancia estratégica y política excepcionales durante el periodo prerromano. 
El sometimiento de los cántabros y astures por Augusto (siglo I a. C.) debió mermar la importancia de los antiguos asentamientos cántabros, ya romanizados, y provocar por último su desaparición con la descomposición del imperio (hacia el siglo IV a. C. ).

### Edades Media y Moderna

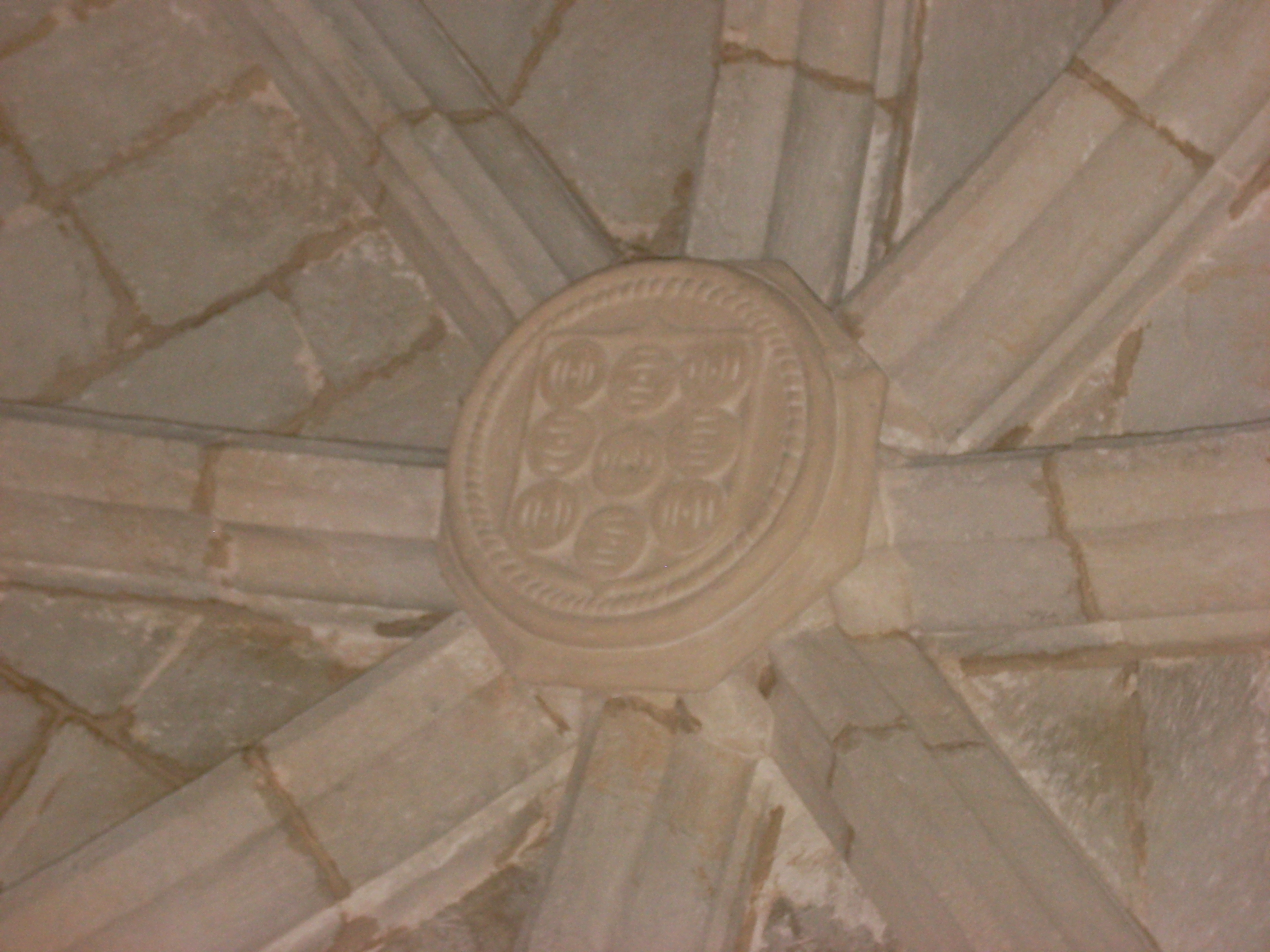
Blasón de la familia Colmenares, en la iglesia.

Durante la Edad Media, Colmenares debió vivir su época de mayor esplendor. La región cobró importancia durante la Reconquista como avanzadilla cristiana en la zona fronteriza del Duero; en el siglo XII aparece la figura de Rodrigo Gustios, legendario personaje que restauró la abadía de Lebanza y fue el iniciador de una estirpe nobiliaria que se extiende hasta nuestros días. Hay documentos que demuestran que este personaje nació y murió en Colmenares, a finales del siglo XII.
De la importancia del pueblo en las edades Media y Moderna dan fe la iglesia parroquial de San Fructuoso, y la hoy prácticamente desaparecida torre fuerte, llamada el Castillo por los lugareños. La vinculación de la familia de apellido Colmenares, que se extendió por España y América y que dio numerosos nombres ilustres, queda de manifiesto en los escudos con sus armas que se observan en la iglesia.
La progresiva decadencia de los núcleos rurales que se fue dando en la Edad Moderna dejó el dominio de éstos en manos de los "segundones" de la nobleza o del clero, que se aferraban a sus privilegios y los ostentaban con orgullo, como demuestran las casonas o casas hidalgas de las que aún se ven varios buenos ejemplares en el pueblo. Aún en los albores del siglo XX la importancia de estas familias hidalgas era manifiesta, aunque su poder fuera más honorífico que real.

### SigloXIX
Durante el fin del Antiguo Régimen en el siglo XIX, la localidad se constituyó en municipio constitucional, que en el censo de 1842 contaba con 18 hogares y 94 vecinos, denominado entonces como Colmenares, para posteriormente integrarse en Dehesa de Montejo.

### SigloXX
En el siglo XX, los profundos cambios que sufrió la humanidad en su conjunto dejaron su huella en Colmenares. La despoblación de las zonas rurales, motivada por el éxodo hacia las grandes ciudades, ha sido la consecuencia más evidente. En este siglo, Colmenares dejó de tener ayuntamiento propio y pasó a formar parte del municipio de Dehesa de Montejo. 
Destaca en este siglo la figura de la religiosa teresiana Maximina de Jesús Crucificado (Maximina García), cuyo proceso de beatificación se sigue en la Santa Sede. Vivió durante toda su infancia en Colmenares, de donde era oriunda su familia paterna.

## Patrimonio histórico-artístico
- Iglesia de San Fructuoso mártir: Del siglo XVI. Es uno de los más destacados templos góticos de la provincia de Palencia.[9] Presenta dos fases constructivas, una de estilo ojival del siglo XIV, en la que se respetaron elementos románicos de la iglesia anterior, y una ampliación datada en el siglo XVI, con influjos renacentistas. Construida enteramente en piedra de sillería, consta de dos naves con bóvedas de crucería de diferentes diseños, cabecera plana, pórtico monumental, coro alto a los pies y torre cuadrada. En el interior, privado de muchos de sus tesoros por los avatares del tiempo, destacan el retablo mayor, de estilo barroco, con una escultura representando al Salvador Niño (siglo XVIII), el coro de filigrana gótica (siglos XV-XVI), un púlpito con extraña decoración de calavera, de posible simbolismo masónico (siglo XVIII) y la pila bautismal románica. Se conserva asimismo la valiosa cruz procesional, de plata, siglo XVI, con decoración de tondos y racimos de frutas y querubines. Es uno de los mejores ejemplares de la platería palentina renacentista.[10]

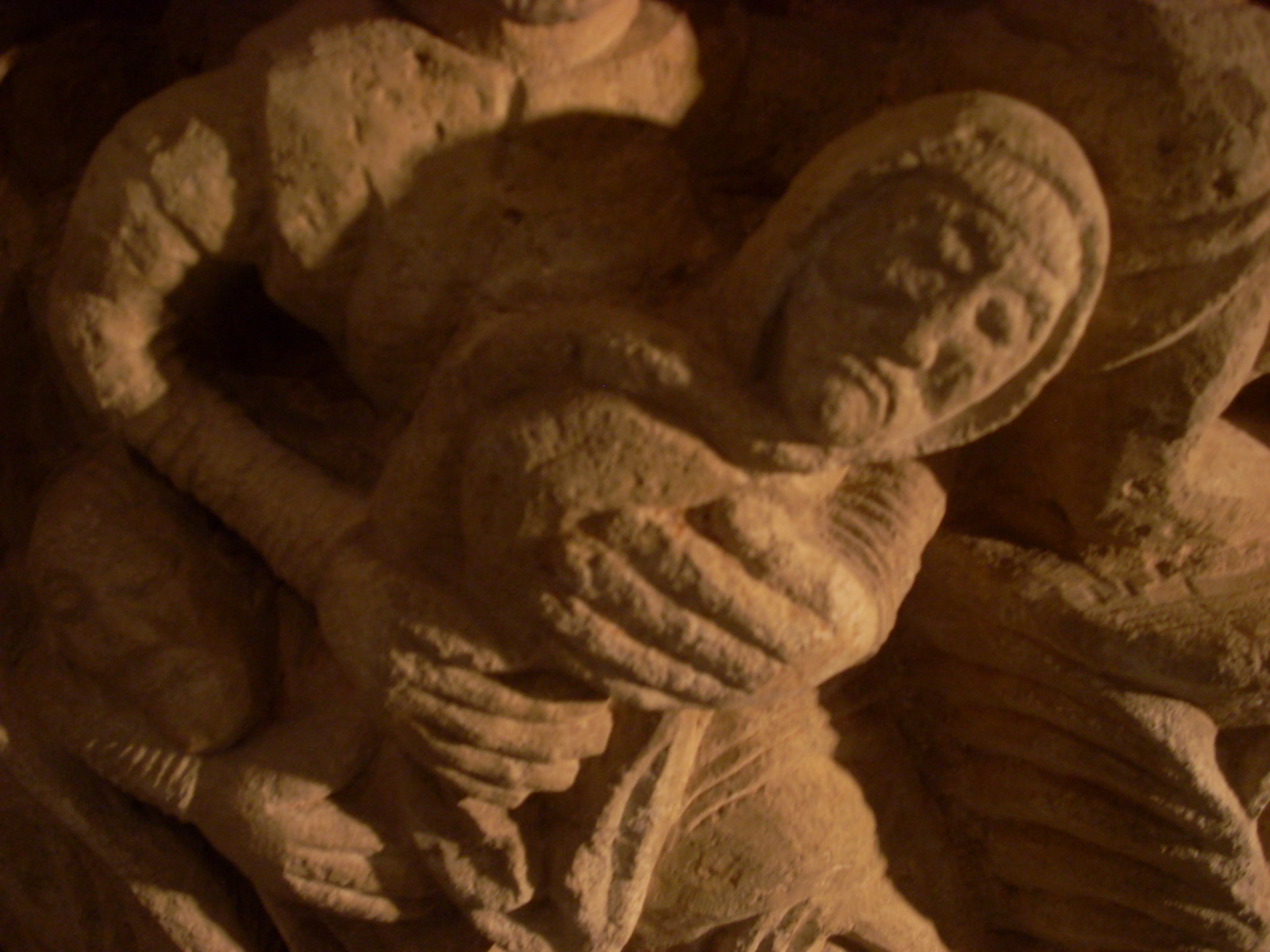
Detalle de la pila con infante llevado al bautizo.

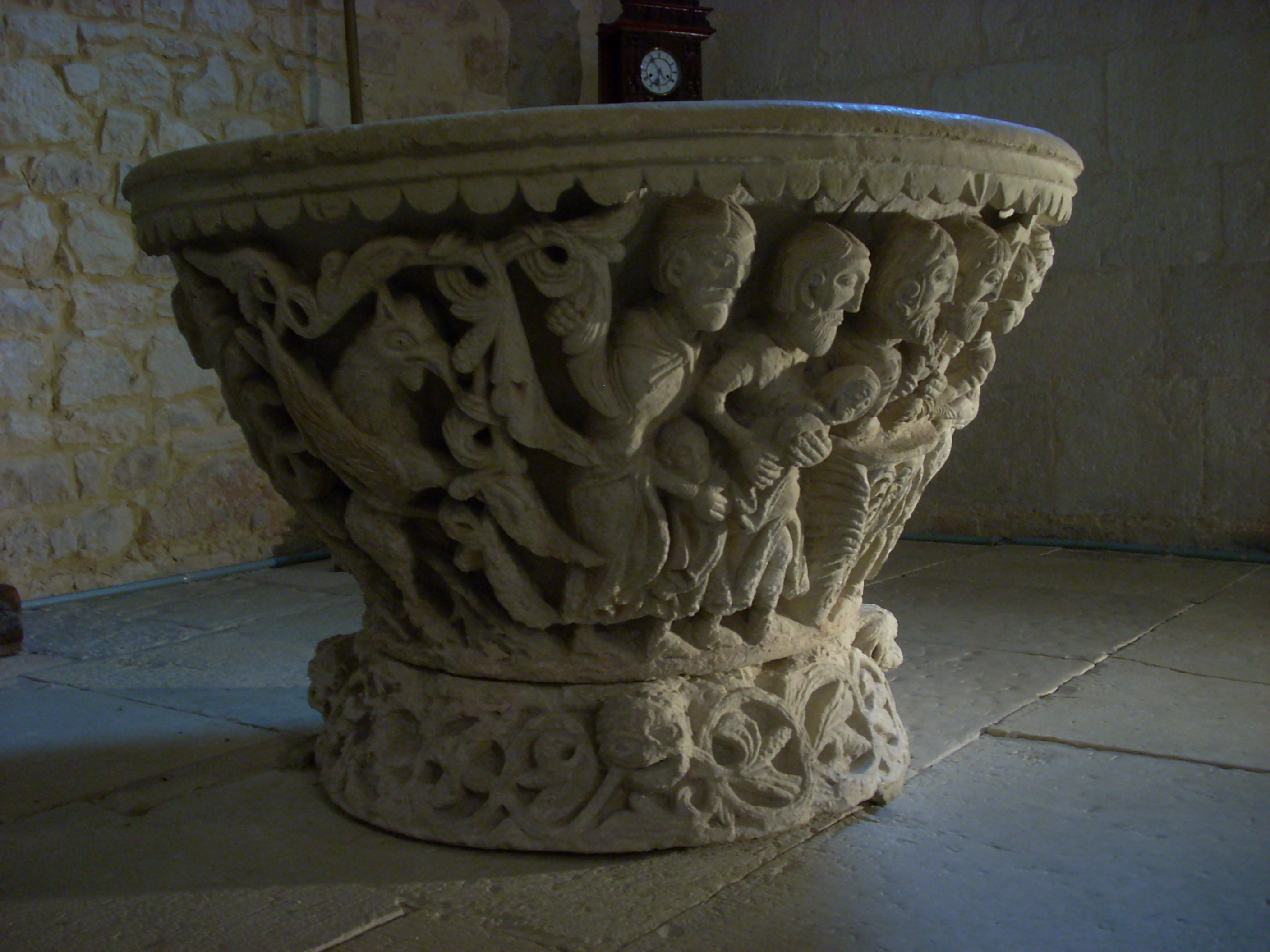
La pila bautismal románica, del.

- Pila bautismal románica: Del siglo XII. Es sin duda, la joya artística del pueblo. Se trata del principal resto que queda de la antigua iglesia románica que precedió a la actual. Excelente ejemplo de escultura medieval, es uno de los mejores ejemplares de su estilo en España. Se trata de una pila de piedra, historiada, representando la Resurrección de Cristo y una ceremonia bautismal, junto a otras escenas de interpretación más oscura. Las figuras siguen los cánones románicos, pero con rasgos singulares, como la individualización de los personajes (incluso se representa la tonsura de los clérigos), o la sugerencia de la vida cotidiana (visible, por ejemplo, en el padre llevando a su hijo al bautizo). Estos elementos son del todo extraños al Románico. Sin embargo, otros detalles se inscriben en la tradición canónica de este estilo: figuras monstruosas conviviendo con humanos, simbologías complejas (grifos, máscaras, figuras luchando), abstracción, rígida ley de adaptación al marco. Se puede fechar la pila en los años finales del siglo XII, por su similitud de estilo con los capiteles de la abadía de Lebanza (conservados hoy en el Fogg Art Museum de Cambridge, Estados Unidos), de cuyo taller debió salir.[11]
- Restos de la torre del Castillo: Construida en sillarejo, de varios pisos que se debieron subdividir con vigas de madera, y ventanas-aspillera, solo se conservan sus ruinas al pie del río Burejo. Se puede apreciar parte de la barrera defensiva.[12]
- Casas blasonadas: De los muchos ejemplares que hubo de estas construcciones típicas de la Montaña Palentina, quedan en pie algunos ejemplares, aunque no todos bien conservados. Los más bellos son la llamada Casa de los Leones, soberbio ejemplar de casa hidalga montañesa, con interesante escudo en la fachada; y la Casa de Concejo, donde se reunía éste.

## Turismo

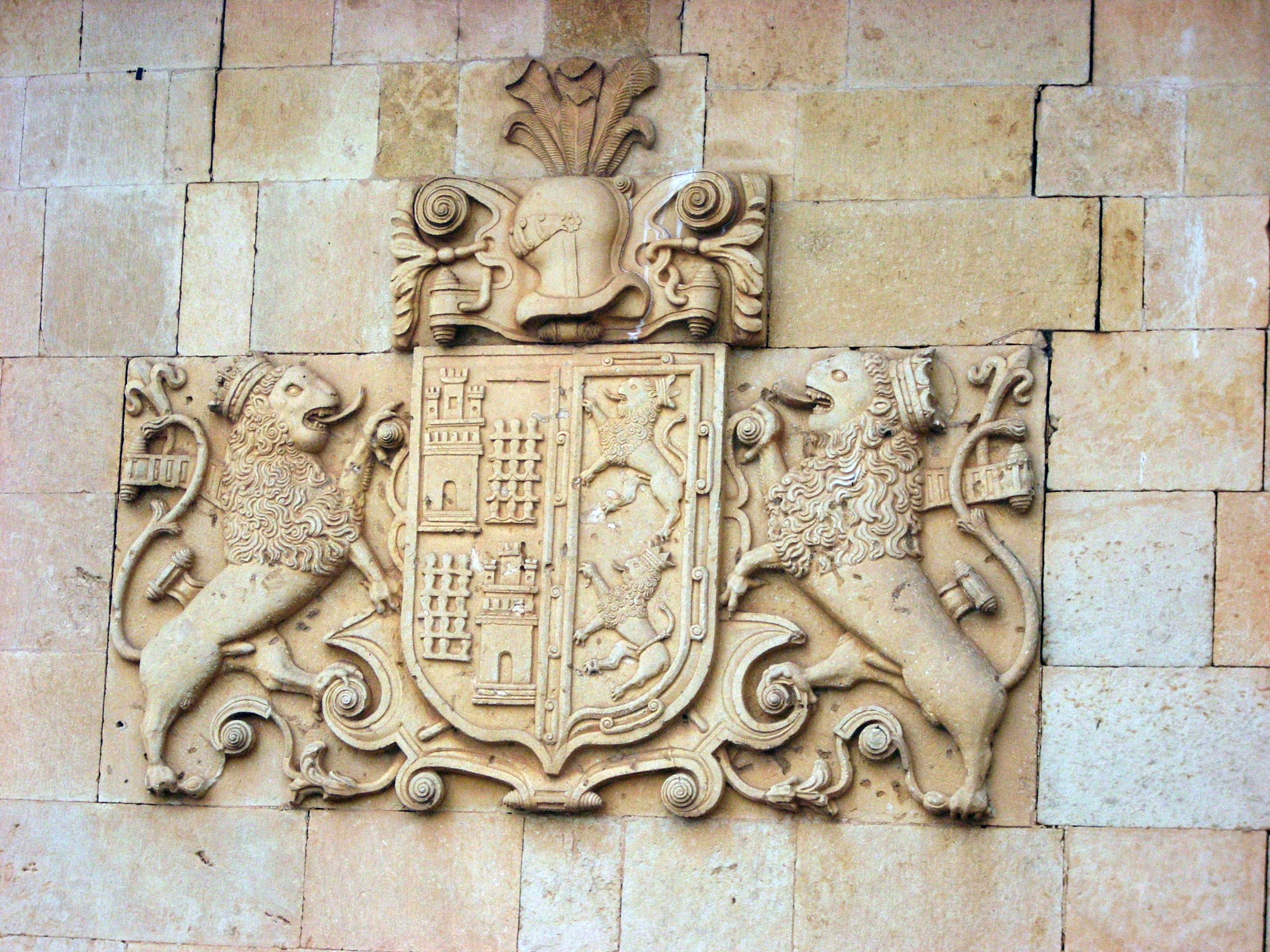
Antiguo blasón nobiliario en una casona hidalga.

Colmenares es un buen punto de partida de múltiples y variados recorridos turísticos, por su situación entre dos comarcas con diferentes atractivos. Por un lado, están las rutas por el Románico del valle de la Ojeda, en las que el pueblo y sus restos románicos son parada fundamental; un recorrido ideal incluiría la pila bautismal de Colmenares, los monasterios de Santa Eufemia de Cozuelos y San Andrés de Arroyo, y las iglesias de Moarves de Ojeda, Perazancas de Ojeda y Vega de Bur. Todos estos lugares distan menos de 20 km. 
Son también interesantes las muestras de arquitectura tradicional, con buenos ejemplares de casonas hidalgas en el propio Colmenares y los también cercanos Cozuelos de Ojeda, Olmos de Ojeda, Amayuelas o Pisón; junto a construcciones más rústicas como casetas de era, colmenares, conjuraderos de nublos o tenadas; como complemento se pueden visitar varios museos etnográficos, en Cervera y Perazancas, que muestran las formas de vida en el medio rural en el pasado. 
Una faceta diferente es la naturaleza, con el Parque natural Montaña Palentina lindante con el pueblo. En este aspecto, hay que destacar la cercanía de la Tejeda de Tosande, auténtica reliquia de los bosques de tejo que antaño poblaban la montaña, y distante unos 4 km, por lo que es accesible a pie desde el casco urbano, aunque es más conveniente llegar en automóvil hasta el punto de recepción de visitantes, al lado de la carretera Cervera-Guardo, y desde allí continuar el itinerario peatonal habilitado al efecto.